# El rey del mando
El rey del mando es un programa de divulgación producido por RCC. Producciones. Se estrenó en Telecinco entre el 26 de marzo de 2025. El programa está locutado por el humorista y presentador Carlos Latre.

## Formato
El programa presenta recuerdos, anécdotas y elementos humorísticos en cada emisión, con el objetivo de rememorar momentos de la historia de Mediaset España en sus 35 años de existencia. Se emite con una periodicidad semanal y tiene una duración aproximada de 45 minutos. Además, la cadena informa que el contenido incluye imitaciones realizadas por Carlos Latre.

## Temporadas y programas
| Temporada | Temporada | Programas | Estreno             | Final               | Espectadores | Cuota |
| --------- | --------- | --------- | ------------------- | ------------------- | ------------ | ----- |
|           | 1         | 15        | 26 de marzo de 2025 | 30 de junio de 2025 | 267 000      | 7,3%  |

#### Temporada 1 (2025)
| Programas emitidos | Programas emitidos            | Programas emitidos | Programas emitidos |
| N.º                | Título                        | Fecha de emisión   | Audiencia          |
| ------------------ | ----------------------------- | ------------------ | ------------------ |
| 1                  | Siempre fuimos divas          | 26/03/2025         | 302 000 (8,0%)     |
| 2                  | Fenómenos virales             | 02/04/2025         | 302 000 (9,5%)     |
| 3                  | Más amor, por favor           | 09/04/2025         | 294 000 (8,0%)     |
| 4                  | Valientes y atrevidos         | 16/04/2025         | 349 000 (7,9%)     |
| 5                  | Tengo talento y lo sabes      | 23/04/2025         | 273 000 (8,4%)     |
| 6                  | Risas y algún que otro llanto | 30/04/2025         | 293 000 (6,6%)     |
| 7                  | Bien de power                 | 07/05/2025         | 230 000 (8,0%)     |
| 8                  | Todos tenemos un pasado       | 14/05/2025         | 256 000 (8,2%)     |
| 9                  | La magia de la tele           | 21/05/2025         | 251 000 (9,2%)     |
| 10                 | Lujo, lujazo y lujerío        | 26/05/2025         | 303 000 (6,4%)     |
| 11                 | Estamos de moda               | 02/06/2025         | 286 000 (7,0%)     |
| 12                 | Espiritu deportivo            | 09/06/2025         | 203 000 (5,4%)     |
| 13                 | Adiós, primavera              | 16/06/2025         | 242 000 (6,4%)     |
| 14                 | Todo por un sueño             | 23/06/2025         | 239 000 (5,8%)     |
| 15                 | El verano ya llegó            | 30/06/2025         | 186 000 (4,6%)     |